# المدرسة الرومانية

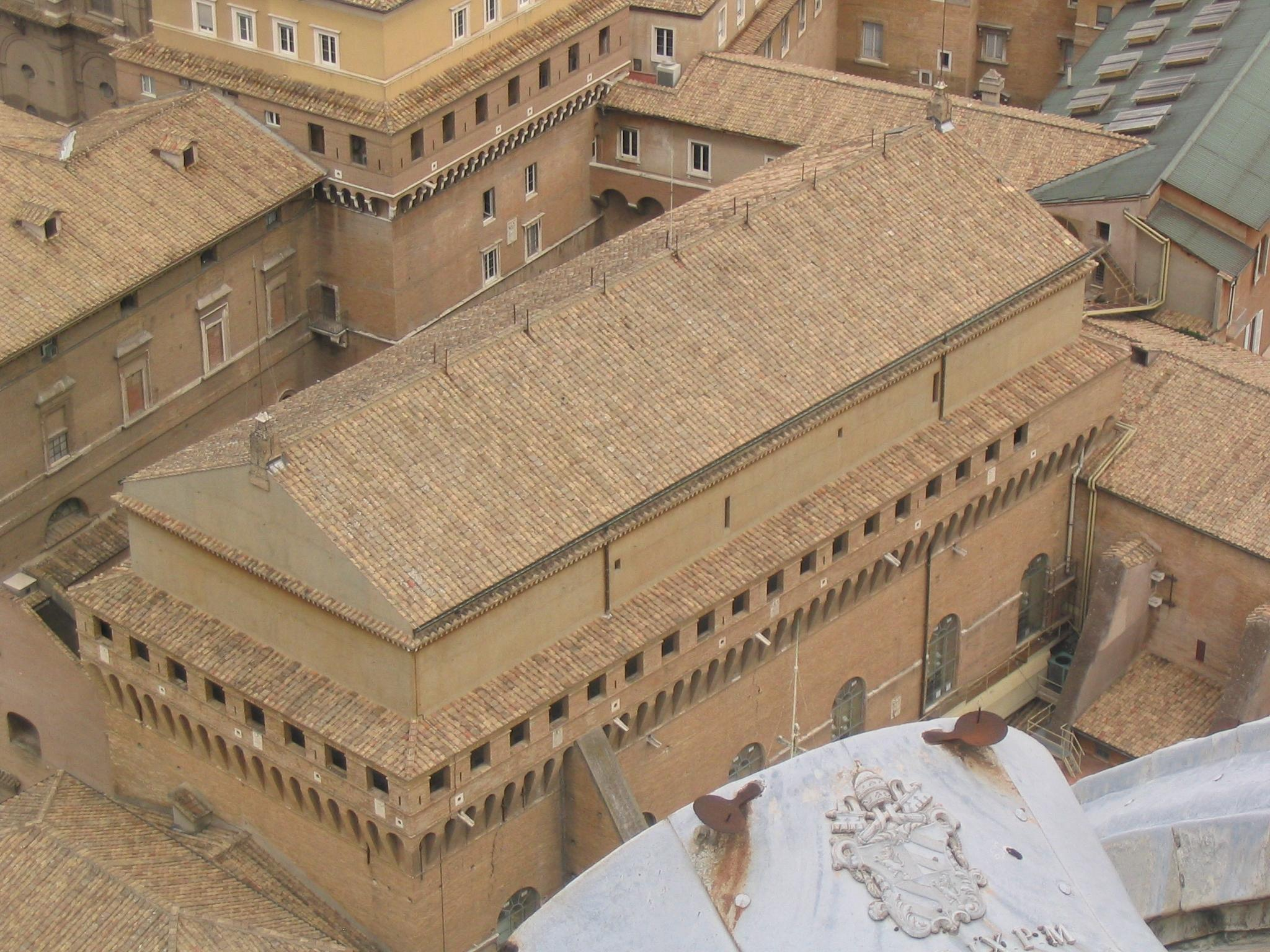

في تاريخ الموسيقى، كانت المدرسة الرومانية مجموعة من الملحنين في أغلبهم من ملحني الكنيسة في روما خلال القرنين السادس عشر والسابع عشر، والذي يمتد لذلك من أواخر عصر النهضة إلى أوائل عصر الباروك. يشير المصطلح أيضًا إلى الموسيقى التي أنتجوها. كان العديد من الملحنين على اتصال مباشر بالفاتيكان والكنيسة البابوية، وعلى الرغم من أنهم عملوا في العديد من الكنائس؛ تتناقض المدرسة الرومانية غالبًا أسلوبيًا مع ملحني المدرسة البندقية وهي حركة متزامنة وكانت أكثر تقدمية. أشهر ملحني المدرسة الرومانية هو جيوفاني باليسترينا.